# Inn (folyó)
Az Inn folyó (rétorománul En, latinul Aenus, görögül Αἶνος [Ainosz]) a Duna 517 km hosszúságú, jobb oldali mellékfolyója Svájcban, Ausztriában, és Németországban. Svájcban ered a Maloja-hágó és a Lunghin-tó közelében, 2484 m tengerszint feletti magasságban. Vízgyűjtő területe kb. 26 ezer km².
Felső szakasza az Engadin völgyön halad át. Landeckig a völgye igen szűk, azután Tirolban egy széles kelet-nyugati völgyben folyik. A Bajor-Alpokat Kufsteinnál éri el. Utána áthalad a Bajor-medencén, végül, alsó szakaszán Ausztria és Németország közös határfolyójaként Passau városnál éri el a Dunát. A Brennerbahn, Tirol fő vasútvonala Landeck és Rosenheim között a folyó vonalát követi.

## Mellékfolyói
- Jobb oldali mellékfolyói: Flaz, Spöl, Clemgia, Faggenbach, Pitzbach, Ötztaler Ache, Melach, Sill, Ziller, Alpbach, Wildschönauer Ache, Kelchsauer Ache, Weißache, Kaiserbach, Rohrdorfer Ache, Sims, Murn, Alz, Salzach, Mattig, Pram, Antiesen.
- Bal oldali mellékfolyói: Schergenbach, Sanna, Gurglbach, Brandenberger Ache, Kieferbach, Mangfall, Attel, Isen, Rott.

## Szabadidő

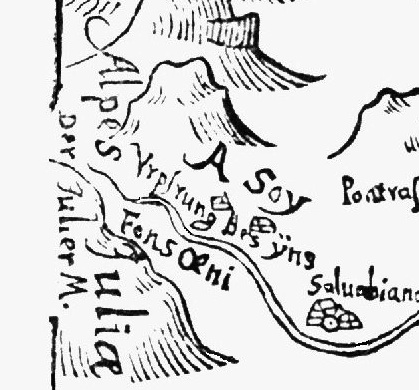
Az Inn forrásvidéke egy 1605-ben készült térképen.

Az Inn felső folyása a vadvízi és a vízi sportoknak kiváló lehetőséget nyújt.
Kufstein és Niederndorf között egy kis hajó közlekedik menetrend szerint.

## Folyó menti települések
- Svájc: Sankt Moritz, Samedan, Scuol
- Ausztria: Innsbruck, Wörgl, Kufstein, Braunau am Inn, Ried im Oberinntal, Landeck, Zams, Rattenberg
- Németország: Rosenheim, Passau, Simbach am Inn, Marktl, Mühldorf am Inn, Wasserburg am Inn